# Adaphaenura ratovosoni
Adaphaenura ratovosoni är en fjärilsart som beskrevs av Pierre E.L. Viette 1973. Adaphaenura ratovosoni ingår i släktet Adaphaenura, och familjen nattflyn. Inga underarter finns listade i Catalogue of Life.